# Recherche appliquée
La recherche appliquée consiste en des travaux originaux entrepris en vue d'acquérir des connaissances nouvelles. Cependant, elle est surtout dirigée vers un but ou un objectif pratique déterminé, à la différence de la recherche fondamentale.